# Adam Szydłowski (żołnierz)

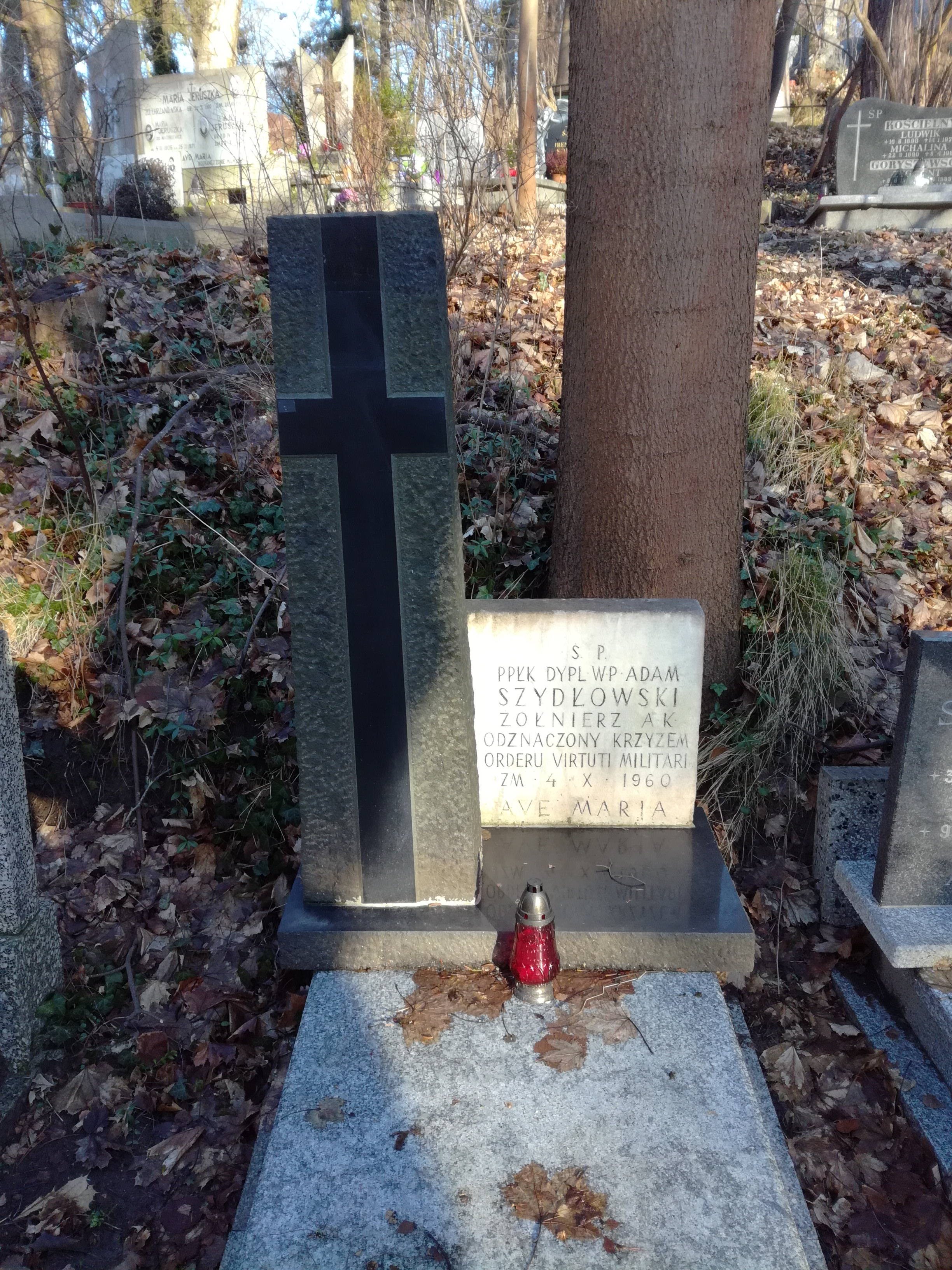
Grób podpułkownika Adama Szydłowskiego na Cmentarzu Srebrzysko

Adam Szydłowski ps. Poleszuk, Jehudo, Maurycy (ur. 10 marca 1900 w Dręszewie, zm. 4 października 1960 w Gdyni) – podpułkownik dyplomowany piechoty Wojska Polskiego, „cichociemny”.

## Życiorys
W czasie nauki w szkole powszechnej w Radzyminie, w wyniku wybuchu I wojny światowej został w 1915 roku ewakuowany do Rosji. Ukończył 6 klas w gimnazjum w Permie. Należał tam również do harcerstwa. W 1918 roku zgłosił się ochotniczo do formujących się oddziałów polskich na Syberii. Odbył służbę wojskową jako strzelec, a następnie kapral w 5 Dywizji Strzelców Polskich, będąc dowódcą drużyny w 1 pułku strzelców. Przydzielony do sztabu Dywizji przez cały 1919 roku brał udział w wielu jej walkach z bolszewikami. 11 stycznia 1920 roku dostał się do niewoli, skąd po ucieczce wrócił 3 lipca 1921 roku do Polski.
Pu uzyskaniu matury w 1923 roku został zawodowym oficerem, służąc kolejno w: 82 Syberyjskim pułku piechoty (1921), Oddziale IV Sztabu Generalnego, 1 pułku strzelców podhalańskich (1923–1925).
26 lutego 1925 roku został przeniesiony do Korpusu Ochrony Pogranicza i przydzielony do 16 batalionu granicznego w Sienkiewiczach. Następnie pełnił służbę w 4 pułku piechoty Legionów w Kielcach. W okresie od 15 lipca do 15 września 1931 roku odbył dwumiesięczną praktykę w artylerii, a w okresie od 15 października do 15 grudnia 1931 roku ukończył kurs próbny przy Wyższej Szkole Wojennej. Z dniem 4 stycznia 1932 roku został powołany na dwuletni kurs 1931/1933 do Wyższej Szkoły Wojennej w Warszawie. Z dniem 1 października 1933 roku, po ukończeniu kursu i otrzymaniu tytułu naukowego oficera dyplomowanego, został przeniesiony do Dowództwa 16 Pomorskiej Dywizji Piechoty w Grudziądzu. W 1939 roku pełnił służbę w dowództwie 23 Górnośląskiej Dywizji Piechoty w Katowicach.
W kampanii wrześniowej 1939 roku walczył jako szef sztabu Obszaru Warownego „Śląsk”. 19 września był ranny w czasie bitwy pod Maziłami, dostał się do niewoli niemieckiej. Po ucieczce 15 października przekroczył granicę polsko-słowacką i 15 listopada dotarł do Francji, gdzie został skierowany do Camp de Coëtquidan. Tam dostał przydział na szefa sztabu 1 Dywizji Grenadierów. Od maja był dowódcą 2 batalionu 1 pułku Grenadierów Warszawy
W czerwcu 1940 roku po klęsce Francji przedostał się do jej nieokupowanej części. Był polskim komendantem obozów Camp de Carpiagne i Camp de Garrique. Organizował tam przerzut polskich żołnierzy do Wielkiej Brytanii. W czerwcu 1941 roku na czele grupy żołnierzy przekroczył granicę francusko-hiszpańską. Został tam aresztowany i umieszczony w obozie koncentracyjnym w Miranda de Ebro. Był tam kierownikiem polskiej grupy. Po zwolnieniu udał się przez Gibraltar do Wielkiej Brytanii (6 stycznia 1943 roku), gdzie został skierowany do Oddziału VI sztabu Naczelnego Wodza i gdzie od 22 stycznia był oficerem sztabu.
23 stycznia 1943 roku został zaprzysiężony i po konspiracyjnym przeszkoleniu został przerzucony do Głównej Bazy Przerzutowej w Brindisi we Włoszech. Zrzutu dokonano w nocy z 16 na 17 kwietnia 1944 roku w ramach operacji „Weller 10” dowodzonej przez kpt. naw. Stanisława Daniela. Ekipa została zrzucona na placówkę odbiorczą „Przycisk” 7 km na południowy wschód od Sochaczewa. Po aklimatyzacji 12 czerwca dostał przydział do Okręgu Nowogródek AK na stanowisko komendanta Okręgu. Funkcję przejął 26 czerwca. Został aresztowany przez NKWD 17 lipca 1944 roku. Przybywał w więzieniach (w Wilnie) i łagrach w Ostaszkowie, Kalininie i Morszańsku.
Wrócił do Polski 14 listopada 1947 roku. Podejmował wiele prac w Gdańsku na stanowiskach referenta, księgowego, zaopatrzeniowca, instruktora handlu i planisty. Zmarł w 1960 roku. Pochowany na Cmentarzu Srebrzysko w Gdańsku (rejon III, taras IV, rząd 1, grób 30/31).

## Awanse
- kapral – 1919 rok
- podporucznik – 1 marca 1923 roku
- porucznik – ze starszeństwem z dniem 1 stycznia 1925 roku
- kapitan – 1 stycznia 1934 roku
- major – 19 marca 1939 roku
- podpułkownik – 1 marca 1944 roku.

## Ordery i odznaczenia
- Krzyż Srebrny Orderu Wojennego Virtuti Militari nr 8890[4]
- Krzyż Walecznych (dwukrotnie)
- Medal Niepodległości (2 sierpnia 1931)[5]
- Srebrny Krzyż Zasługi (19 marca 1931)[6]
- Medal Wojska (czterokrotnie)[7]
- Krzyż Wojenny (Francja)

## Życie rodzinne
Był synem Stanisława i Anny z domu Banasiak. Był dwukrotnie żonaty. Pierwszą jego żona była Stanisława z domu Wielkosz. Mieli syna Jacka (1926–1944), który zginął w powstaniu warszawskim. W 1956 roku ożenił się z Bożeną Szeremietiew (ur. 1923). Nie mieli dzieci.